# 钩足击蟹
钩足击蟹（学名：Podocatactes hamifer）为盔蟹科足击蟹属的动物。分布于日本，包括东海等海域，生活环境为海水，多见于水深50-550米以及软沙质或泥沙质海底。